# GIRLS♥GIRLS♥GIRLS
GIRLS♥GIRLS♥GIRLS（ガールズ・ガールズ・ガールズ）は2010年10月よりFM FUJI で放送されている女性アイドルの冠ラジオ番組のレーベル。東京・代々木にあるSTUDIO ViViDから放送。基本的には生放送であるが、出演者の都合により収録になることがある。

## 歴史
番組開始 - 2011年3月は月曜 - 木曜 20:00 - 20:56（JST）のみでの放送であったが、同年4月からはそれに加えて、月曜 - 木曜 23:30 - 24:00にも放送されるようになり、それぞれ「FULL BOOST」（フルブースト）・「RED ZONE」（レッドゾーン）というサブタイトルがつけられた（タコメーターから取られた）。また、担当するDJごとに番組名が付けられている。
2014年10月からは、「RED ZONE」のみ金曜 23:30 - 23:55にも放送されるようになった。
2015年1月からは新たに土曜 23:00 - 24:00にも放送枠が新設された。こちらには「flying high」（フライングハイ）というサブタイトルが付けられている。なお、2016年1月 - は土曜 23:00 - 23:30の放送に縮小された。
同年4月からは、「RED ZONE」の放送時間が30分繰り上がって平日 23:00 - 23:30での放送となり、それまで「RED ZONE」が放送されていた時間帯に「flying high」が移動し、同じく平日 23:30 - 24:00に放送時間帯が拡大され、土曜の放送は廃止となる。
2017年4月より、金曜の放送が一旦廃止となる。
2021年4月より「RED ZONE」のみ金曜に23:00 - 23:30での放送を再開。更に10月からは土曜日にもRED ZONEの枠が追加された。
2022年4月、土曜のRED ZONEがなくなり、月 - 木に戻る。

## 現在の番組名・DJ

### GIRLS♥GIRLS♥GIRLS =FULL BOOST=
※20:00 - 20:56（JST）に放送。
- 吉川ひよりの超♡まっ茶りタイム!（月曜、2024年10月7日 - ）
  - 吉川ひより（超ときめき♡宣伝部）
- 虹コンの征服ちゅうずでぃ（火曜、2017年4月4日 - ）
  - 虹のコンキスタドール（的場華鈴・川端優・一宮ゆい）（2025年2月11日より現出演者）
- PEAKiNG STRAWBERRY ANTHEM（隔週水曜、2022年6月29日 - ）
  - ASP
- BiTE BiTER BiTEST（隔週水曜、2023年8月2日 - )
  - BiTE A SHOCK
- Juice=Juice 井上玲音のMusic Letters（木曜、2020年4月16日 - 、放送開始から2020年3月まで「モーニング娘。'21のモーニングダイアリー」と2週交代で放送、2021年4月より毎週放送）
  - 井上玲音 (Juice=Juice)

### GIRLS♥GIRLS♥GIRLS =RED ZONE=
※23:00 - 23:30（JST）に放送。
- Hello! Project Night ロージークロニクルのバラ色劇場で会いましょう！（月曜、2025年4月7日 - ）
  - ロージークロニクル
- Radio have Fun（火曜、2022年1月4日 - ）
  - Task have Fun
- Untitledのイッサイガッサイ（水曜、2025年4月2日 - ）
  - Untitled
- 『べ』しゃり場!!（木曜、2023年9月7日 - ）
  - Bety
- Devil ANTHEM.の「でびラジ」（金曜、2021年10月 - [注 1]）
  - Devil ANTHEM.

### GIRLS♥GIRLS♥GIRLS =flying high=
※月 - 木曜23:30 - 24:00（JST）土曜19:00 - 19:30/22:00 - 22:30（JST）に放送。
- Peel the AppleのGirly Time！（月曜、2022年10月3日 - ）
  - Peel the Apple
- 上月せれなのラジオモンスター（火曜、2017年4月4日 - ）
  - 上月せれな、結城ちか
- 秋本帆華のウルトラGT （水曜、2023年11月1日 - ）
  - 秋本帆華
- アップアップガールズ（2）二の足Talking（木曜、2023年7月6日 - ）
  - アップアップガールズ（2）
- SWEET STEADYの原宿代々木世界！（土曜、2024年11月2日 - ）
  - SWEET STEADY
- PinkySpiceのバズラジ！（土曜、2025年7月5日 - ）
  - PinkySpice

## 過去の番組タイトル・DJ
- CUSCUSのアイドル研究所（木曜日、20：00 - 20：30、2010年10月 - 12月）
  - CUSCUS
- Love Arrive（水曜日）
  - Love
- MizcaのCoCOにいるよ♪（木曜日、20:00 - 20:30、2011年4月7日 - 9月29日）
  - Mizca
- Red Pepper Girlsがハピ☆デラ（木曜日、20:30 - 20:56、2010年10月 - 2011年3月）
  - レッド・ペッパー・ガールズ

### FULL BOOST
- トマパイの3人いれば大丈夫〜♪（月曜日、 - 2012年12月17日）
  - Tomato n' Pine
- 腐 are you？（火曜日、 - 2014年6月24日）
  - 風男塾
- 東京女子流のアスタラジオ*（水曜日[注 2]、2011年10月5日 - 2015年3月25日） - 同年4月2日からは、同局Slash & Burn木曜日内での放送に移行。
  - 東京女子流
- 東京パフォーマンスドールのTPD×RADIO SUMMIT（火曜日、2014年7月1日 - 2015年6月30日）
  - 東京パフォーマンスドール
- TPD×RADIO SUMMIT ネイキッド（火曜日、2015年7月7日 - 2015年7月28日）
  - 東京パフォーマンスドール、TPD DASH!!
- でんぱ組.incのビビッと☆でんぱジャックなう! （月曜日、2013年1月7日 - 2016年3月28日）
  - でんぱ組.inc
- バンドがやりたい（＾v＾）（水曜日、2015年4月1日 - 2016年3月30日）
  - Little Glee Monster
- Charisma.comの只今残業中（火曜日、2015年8月4日 - 2016年7月26日）
  - Charisma.com
- 黒木渚のふざけんな世界、ふざけろよ（水曜日、2016年4月6日 - 8月31日）
  - 黒木渚
- MACOからのlove letter（水曜日、2016年9月7日 - 9月28日）
  - MACO
- 妄想キャリブレーションの乙女の妄想∞無限大❤ （月曜日、2016年4月4日 - 2017年3月27日）
  - 妄想キャリブレーション
- La PomPonのコチらぽんぽん情報局（火曜日[注 3]、2016年8月2日 - 2017年3月28日）
  - La PomPon
- Happy Talk（木曜日、2011年10月6日 - 2017年3月30日）
  - Happiness
- バンドじゃないもん!の月曜からテンアゲ!（月曜日、2017年4月3日 - 2019年3月25日）
  - バンドじゃないもん!
- こぶしファクトリーの夜空で逢いましょう（木曜日、2018年4月19日 - 2020年3月26日、「モーニング娘。のモーニングダイアリー」と2週交代で放送）
  - こぶしファクトリー
- dreamBoat 「男装パラダイス〜だんぱら〜」（月曜日、2019年5月13日 - 2020年3月30日）
  - dreamBoat
    - 風男塾
    - ael-アエル-
    - EUPHORIA
- モーニング娘。のモーニングダイアリー（木曜、2017年4月6日 - 2021年3月11日、2018年4月 - 2020年3月は「こぶしファクトリーの夜空で逢いましょう」、2020年4月 - 「井上玲音のMusic Letters」と2週交代で放送）
  - モーニング娘。 12期（尾形春水[注 4]・野中美希・牧野真莉愛・羽賀朱音）、13期（加賀楓・横山玲奈）、14期（森戸知沙希）、15期（北川莉央・岡村ほまれ・山﨑愛生）
- FREE ALL EMPiRE（水曜、2018年1月3日 - 2022年6月15日[注 5]）
  - EMPiRE
- ニジマスの今宵も一緒に踊りましょ → フジマスカレイディオ（2020年4月にリニューアル） （月曜、2019年7月 - 2022年10月24日）
  - 26時のマスカレイド
- ATTACK OF THE KILLER BiSH （水曜[注 6]、2016年10月5日 - 2023年6月21日）
  - BiSH
- FREE ALL ExWHYZ（月曜、2022年10月3日 - 2024年9月30日）
  - ExWHYZ

### RED ZONE
△は2016年4月からの放送時間変更に伴い、番組名はそのままで時間帯が移行した番組。
- Red Pepper GirlsがPoison☆Night（月曜日）
  - Red Pepper Girls
- Chococoroのチョコラジ（火曜日[注 7]）
  - Chococoro
- Michiruのちるちる通信（水曜日、2011年4月 - ）
  - Michiru
- シェリスタ! -Sherry's Studio-（木曜日、2011年4月 - ）
  - Sherry
- Sweet Kissのキッスパラダイス（火曜日、2011年7月 - 2013年3月）
  - Sweet Kiss
- バニラジオの時間（月曜日、2012年7月2日 - 2014年3月31日）
  - バニラビーンズ
- 超HAPPY放送室（月曜日）
  - 放課後プリンセス
- bump.yのFIVE STARS☆（火曜日、2013年4月2日 - 2014年3月25日）
  - bump.y
- Daikanyama Pyramid Power（水曜日、2012年10月3日 - ）
  - D.K.D
- THE ポッシボー 夜はまだまだっ!!全力ラジオ!!（水曜日、2013年4月3日 - 2014年6月26日）
  - THE ポッシボー
- CONVERSE presents paletのセブンズマーブル（木曜日、2012年9月6日 - 2014年6月26日）
  - palet
- 本日大漁ッ! 青春!トロピカル丸（火曜日、 - 2014年9月30日、金曜日、2014年10月3日 - 2015年1月30日）
  - 青春!トロピカル丸
- 愛乙女★DOLLのワチャゴナ！ナイト!!（火曜日、2014年10月7日 - 2015年3月31日）
  - 愛乙女★DOLL
- PASTEL CALLAの月曜日のシンデレラ（月曜日、- 2015年6月29日）
  - PASTEL CALLA
- 目指せ頂上！ひめキュン現在3合目!!（水曜日、2014年7月2日 - 2015年6月24日）
  - ひめキュンフルーツ缶
- 西恵利香のPROLOGUE RADIO（金曜日、2015年2月6日 - 9月25日）
  - 西恵利香
- 滝口成美の全力！爆走少女（月曜日、2015年7月6日 - 12月28日）
  - 滝口成美
- 小桃音まいのちんぷんかんぷんRadioでぽん!（水曜日、2015年7月1日 - 12月30日）
  - 小桃音まい
- Ru:RunのR SANJYO!（金曜日、2015年10月2日 - 2016年3月25日）
  - Ru:Run
- This voice to Heart〜この声届け〜 （月曜日、2016年1月4日 - 3月28日）
  - 滝口成美
- J☆Dee'ZのParty Up （火曜日、2015年4月7日 - 2017年3月28日）△
  - J☆Dee'Z
- GEM★カラット（木曜日、2014年7月3日 - 2017年3月30日）△
  - GEM
- prediaのR指定（金曜日、2016年4月1日 - 2017年3月31日）
  - predia
- プレイボールズのヒット＆ラジオ!!（水曜日[注 8]、2016年8月3日 - 2017年12月27日）
  - プレイボールズ
- Radio The Garden （火曜日、2017年4月4日 - 2019年6月25日）
  - Flower Notes、Clef Leaf、Shine Fine Movement
- コドモメンタルRADIO（水曜日、2017年7月5日 - 2020年6月24日、2019年4月にFlying HighよりRED ZONEへ移動）
  - ぜんぶ君のせいだ。、少年がミルク、ゆくえしれずつれづれ
- SUPER☆GiRLSと超絶☆夜更かしタイム!!!!（水曜、2020年7月1日 - 2021年6月30日）
  - SUPER☆GiRLS（金澤有希・松本愛花）
- 全力少女Rの愉快で不思議な少女たちでR（木曜[注 9]、2017年4月6日 - 2021年9月23日）
  - 全力少女R
- sherbetNEOの＃ねおらじ（水曜、2021年7月7日 - 12月29日）
  - sherbetNEO
- 山本杏奈の真夜中Labo（火曜、2020年4月7日 - 2021年12月28日[注 10]）
  - 山本杏奈（=LOVE）
- TA女子のとりあえずラジオやってみようよ！略して『とりラジ』（金曜、2021年4月2日 - 9月24日、10月から2022年3月まで土曜）
  - TA女子
- ぽっぷあっぷてぃあむ!（木曜、2021年9月30日 - 2023年8月31日）
  - てぃあむ
- ミームトーキョーのナウいヤングラジオ（水曜、2022年1月5日 - 2025年3月27日）
  - ミームトーキョー
- 相沢梨紗（でんぱ組.inc）のラジオ活動 （月曜、2016年4月4日 - 2025年3月31日）
  - 相沢梨紗（でんぱ組.inc）

### flying high
- ヤンチャン学園音楽部 土夜にヤングチャンピオン（前半30分、2015年1月3日 - 2016年3月26日）
  - ヤンチャン学園 音楽部
- サンミニッツ★Magic（後半30分、2015年1月3日 - 3月28日）
  - サンミニッツ
- アクティブの夜な夜な♡妄想ラヂオ（後半30分、2015年4月4日 - 9月26日）
  - ACT♡EVE
- エムトピのゆとラジ！（木曜日、2016年4月7日 - 6月30日）
  - エムトピ
- This voice to Heart〜この声届け〜 （月曜日、2016年4月4日 - 9月26日）
  - 滝口成美
- ヤンチャン学園音楽部 火夜にヤングチャンピオン（火曜日、2016年4月5日 - 9月27日）
  - ヤンチャン学園 音楽部
- 番組名なし　公開録音されたライブイベントの様子や“おすすめ曲”を放送（水曜日、2016年8月3日 - 9月28日）
  - 東城佑香（FM富士アナウンサー）
- WE LOVE 長野（木曜日、2016年7月7日 - 9月29日）
  - 長野flavor
- CANDY GO!GO!のGO!GO!RADIO（火曜日[注 11]、2016年10月4日 - 2017年3月28日）
  - CANDY GO!GO!
- MOMO☆NANA　on time!!（水曜日、2016年10月5日 - 2017年3月29日）
  - Flagship Stars
- SPIRAL Radio（月曜日、2016年10月3日 - 2017年6月26日）
  - PrettyLovelyCute
- Happy Flower World（水曜日、2017年4月5日 - 6月28日）
  - Fiore
- パラレルドリームのアイドルサークル（木曜日[注 12]、2016年10月6日 - 2018年3月29日）
  - パラレルドリーム
- inkey oopsのRadio oops!! on Monday（月曜日[注 13]、2017年7月3日 - 2018年12月24日）
  - inkey oops
- ビーマイ×RADIO（月曜日、2019年1月7日 - 9月30日）[注 14]
  - Be My Baby
- RADIOLOXXXY SCHOOL!!（月曜日、2019年10月 - 2020年4月）
  - AIDOLOXXXY
- RECOMMEND（月曜日、2020年5月・6月）
  - お勧め曲の紹介
- CYNHNの歌いまスウィーニー（木曜、2018年4月5日 - 2021年9月30日）
  - CYNHN
- FES☆TIVE 青葉ひなり「ひなりんのよるらじ!!」（月曜、2020年7月6日 - 2022年3月28日）
  - 青葉ひなり（FES☆TIVE）
- キミイロとしませんか？（水曜、2019年4月 - ）
  - キミイロプロジェクト（片平結愛、朝日南まつり）
- LOVE 9 LOVE らじおくらぶ（水曜、 - 2023年10月25日）
  - LOVE 9 LOVE
- さくらシンデレラのかわいいとこ、もっとちょうだい!（木曜、2021年10月[注 15] - 2023年6月30日）
  - さくらシンデレラ

## 公開録音ライブイベント
- 2011年2月12日（土曜日）
  - 第1回ライブイベント MY FIRST KISS
    - 出演：（1部）東京女子流、Chococoro、腐男塾、（2部）Red Pepper Girls、Tomato n' Pine、Love
    - MC：タイムマシーン3号
- 2011年7月30日（土曜日）
  - 第2回ライブイベント Second Kiss!!
    - 出演：星のオトメ歌劇団、東京女子流、私立恵比寿中学、Mizca、Michiru、Sherry、Red Pepper Girls、小桃音まい
- 2012年2月17日（金曜日）
  - 第3回ライブイベント Third Kiss!!!
    - 出演：Tomato n' Pine、風男塾 、Red Pepper Girls、Michiru、Sherry、Sweet Kiss
    - ゲスト：THE ポッシボー、でんぱ組.inc、福原香織とRAB
- 2012年7月8日（日曜日）
  - 第4回ライブイベント 4th Kiss!!!!
    - 出演：Tomato n' Pine、風男塾、Sweet Kiss、R3EYES、Sherry
    - ゲスト：YGA、でんぱ組.inc、predia、palet
- 2013年5月6日（月曜日）
  - 第5回ライブイベント 5th KISS!!!!!
    - 出演：でんぱ組.inc、バニラビーンズ
    - ゲスト：さんみゅ〜、ハナエ、アリス十番、スチームガールズ、asfi、KNU、SPACE GIRLS PLANET
- 2013年12月9日（月曜日）
  - 第6回ライブイベント X'mas KISS special LIVE!!
    - 出演：THE ポッシボー、bump.y、さんみゅ〜、palet、GEM
- 2014年5月2日（金曜日）
  - 第7回ライブイベント 7th KISS!! premium LIVE
    - 出演者：GEM、青春!トロピカル丸、小桃音まい、愛乙女★DOLL、PASTEL CALLA、WHY@DOLL、さんみゅ〜、palet
- 2014年7月23日（水曜日）
  - 第8回ライブイベント 8th KISS!! summer LIVE
    - 出演：東京女子流、palet、バニラビーンズ、PASTEL CALLA、他
- 2014年10月15日（水曜日）
  - 第9回ライブイベント 9th KISS!! premium LIVE
    - 出演：PASTEL CALLA、ななのん、GEM、アイドルカレッジ、愛乙女★DOLL、さんみゅ〜、東京パフォーマンスドール、predia
- 2015年2月11日（水曜日）
  - 第10回ライブイベント 10th KISS!! valentine LIVE
    - 出演：アリスインアリス、サンミニッツ、さんみゅ〜、J☆Dee'Z、東京女子流、TOKYO TORiTSU これで委員会、PASTEL CALLA、Faint⋆Star、ヤンチャン学園音楽部、愛乙女★DOLL、La PomPon
- 2015年5月6日（水曜日）
  - 第11回ライブイベント 11th LIVE in spring 2015
    - 出演：アイドルネッサンス、さんみゅ〜、J☆Dee'Z、つりビット、PASTEL CALLA、パラレルドリーム、palet、ヤンチャン学園音楽部、La Pompon
- 2015年7月3日（金曜日）
  - 第12回ライブイベント 12th SUMMER LIVE!! 2015
    - 出演：elfin'、さんみゅ〜、J☆Dee'Z、バクステ外神田一丁目、妄想キャリブレーション
- 2015年10月20日（火曜日）
  - 第13回ライブイベント 12th Halloween Night!!
    - 出演：さんみゅ〜、滝口成美、つりビット、妄想キャリブレーション、ヤンチャン学園音楽部、La Pompon、Ru:Run
- 2016年1月26日（火曜日）
  - 第14回ライブイベント 14th Premium Live!!
    - 会場: 新宿ReNY
    - 出演：こぶしファクトリー、さんみゅ〜、東京パフォーマンスドール、PASSPO☆、ぷちぱすぽ☆
- 2016年5月29日（日曜日）
  - 第15回ライブイベント 15th Spring Parade♪
    - 出演：エラバレシ、吉川友、GEM、全力少女R、滝口成美、TPD DASH!!、パラレルドリーム、プレイボールズ、predia、妄想キャリブレーション、ヤンチャン学園音楽部、La Pompon
- 2016年8月9日（火曜日）
  - 第16回ライブイベント 16th SUMMER LIVE!!
    - 会場: TSUTAYA O-EAST
    - 出演：アップアップガールズ（仮）、GEM、絶対直球女子!プレイボールズ、つばきファクトリー、バクステ外神田一丁目、妄想キャリブレーション、夢みるアドレセンス、J☆Dee'Z
- 2016年12月20日（火曜日）
  - 第17回ライブイベント 17th Shooting Star☆
    - 出演：Ange☆Reve、CANDY GO!GO!、さんみゅ〜、The Idol Formely Known As LADYBABY、絶対直球女子!プレイボールズ、バクステ外神田一丁目、PrettyLovelyCute
- 2017年5月3日（水曜日）
  - 第18回ライブイベント 18th LIVE MONSTERS!!
    - 出演：『インキーウップス』、上月せれな、Flower Notes、Clef Leaf、パラレルドリーム、Fiore、callme、J☆Dee'Z、つばきファクトリー、妄想キャリブレーション、La Pompon
- 2017年10月27日（金曜日）
  - 第19回ライブイベント LIVE MONSTERS!!
    - 出演：J☆Dee'Z、シンセカイセン、つばきファクトリー、東京パフォーマンスドール、バンドじゃないもん!、La Pompon
- 2018年10月17日（水曜日）
  - 第2回new generation
    - 会場:shibuya eggman
    - 出演:kolme、Meik、インキーウップス、上月せれな、シンセカイセン
    - クロージングDJ:DJダイノジ（大谷ノブ彦）
- 2018年12月18日（火曜日）
  - 第20回ライブイベント LIVE MONSTERS!!
    - 出演:EMPiRE、ザ・フーパーズ、J☆Dee’Z、CYNHN、22/7
- 2019年5月23日
  - 第3回new generation
    - 会場:shibuya eggman
    - 出演:DJダイノジ、Meik、DEAR KISS、Chuning Candy、當山みれい、WB

※特記以外、全て会場は渋谷 duo MUSIC EXCHANGE